# Коносу
Коносу е град в префектура Сайтама, Япония. Населението му е 117 775 жители (по приблизителна оценка от октомври 2018 г.), (2010 г.), а площта му e 67,49 кв. км. Намира се в часова зона UTC+9. Основан е през 1954 г. Градът е известен с производството си на вид японски кукли и цветя. Отстои на около 1 час с жп транспорт до Токио.